# Нікола Флорентинець

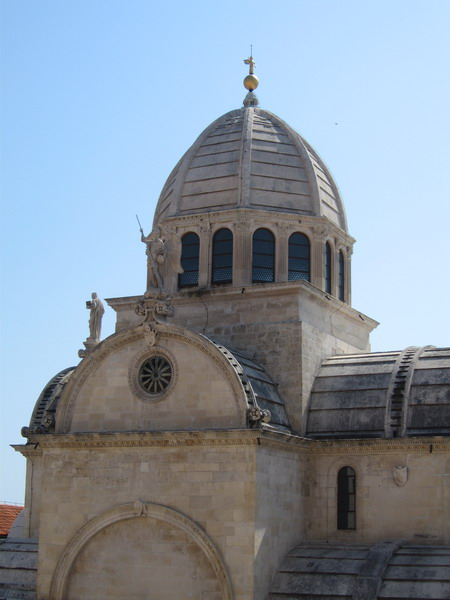
Нікола Флорентинець завершив будівництво собору св. Якова в Шибенику, розпочате Юраєм Далматинцем, — його авторству належать верхня частина фасаду і купол

Нікола Флорентинець (хорв. Nikola Firentinac Фірентинац, італ. Niccolò di Giovanni Fiorentino Нікколо ді Джованні Фйорентіно; 1430-і, Флоренція, Італія — 1505, Шибеник, Хорватія) — хорватський (далматинський) скульптор італійського походження доби Відродження, що працював у прибережних містах Далмації і відзначився створенням ряду мистецьких шедеврів. 

## Біографія
Навчався у Донателло (1440-ві), надалі, як вважають, співпрацював з ним у роботі над скульптурним оформленням базиліки Св. Антонія в м. Падуї (1446—50). У наступні роки, імовірно, продовжував працювати разом з Донателло, а після смерті майстра приїхав у Далмацію (наприкінці 1460-х).
Як скульптор, Нікола Флорентинець брав участь у створенні пластичного декору капели Урсіні в Трогірському соборі (1468—97). Роботи Ніколи Флорентинця наслідують ренесансні традиції Донателло. Стіни капели прикрашають статуї святих і апостолів на повен зріст. Три з них належать Флорентинцю — це апостоли Петро, Павло і Пилип. Вміщені у напівкруглі ніші, увінчані конхами, фігури вільно і невимушено розташувалися у відведеному просторі. При всій схожості поз і жестів — кожен тримає в руці книгу, апостоли різняться і віком, і типом обличчя, і поворотом голови: старий бородань Павло заглибився у розкриту книгу, при цьому спираючись на потужний меч; зрілий чоловік Філіп притискає книгу до серця, повернувши голову, пильно вдивляється у далечінь. Митець майстерно варіює драпірування, надаючи грі складок певний драматизм. Настільки ж винахідливим художником показав себе Нікола Флорентинець у пластичному декоруванні нижнього ярусу капели. 
У роботах Ніколи Флорентинця ясно виражене радісне світовідчуття Ренесансу, віра в багатство і невичерпність людських можливостей, що позначається і на повнокровній пластиці форми, і на матеріальності передачі реального світу.
У ці ж роки скульптор створив кілька надгробків, у яких розкрилися нові грані його таланту. Особливо вражає барельєф «Оплакування, або Покладення в гроб» (1470-ті), виконаний для надгробного пам'ятника сімейства Чіпіко у церкві Іоанна Хрестителя в Трогірі. Група скорботних схилилася над неживим тілом Христа. У їхніх обличчях — горе і відчай. Особливо виразною є жіноча фігура на задньому плані. Сплеснувши руками і заплющивши очі, вона ніби випромінює скорботний крик. Суворий трагізм о́бразів викликає на пам'яті роботи Донателло останнього періоду його життя. У 1470 році створив південний портал для палацу сімейства Чіпіко. У 1471 році створив барельєф над суддівським столом для міської лоджії у Трогірі.
Надалі Нікола Флорентинець працював переважно як архітектор. Зокрема, він завершив будівництво собору св. Якова в Шибенику, тричасний фасад якого став зразком для багатьох церковних споруд Далмації того часу.